# 19e étape du Tour d'Italie 2023
Pour un article plus général, voir Tour d'Italie 2023.
La 19e étape du Tour d'Italie 2023 se déroule le vendredi 26 mai 2023 de Longarone Vénétie aux Tre Cime di Lavaredo à la limite entre les régions italiennes de Vénétie et du Trentin-Haut-Adige sur une distance de 183 km.

## Parcours
Cette 19e étape est la grande étape des Dolomites et pourrait être considérée comme l'étape reine du Giro 2023 avec un dénivelé positif de 5 400 m. Son tracé ne comporte pratiquement aucun secteur plat et se compose de cinq ascensions principales dont trois de 1re catégorie et de quatre descentes. Les cinq cols sont franchis dans 100 derniers kilomètres de l'étape. Après avoir franchi le Passo Campolongo, le Passo Valparola et le Passo Giau, les coureurs se rendent à Cortina d'Ampezzo puis grimpent le Passo Tre Croci suivi par la dernière montée des Tre Cime di Lavaredo (col de 7,2 km avec une pente moyenne de 7,6 % dont deux passages à 18 %), Cima Coppi de ce Giro à la suite de l'annulation du Col du Grand Saint-Bernard lors de la 13e étape.

## Déroulement de la course
C'est finalement un groupe de 15 échappés qui se présente au pied du premier col du jour. Mais ce groupe perd quelques éléments au fil des cols et des kilomètres alors que l’écart avec le peloton maillot rose avoisine les 8 minutes. Carlos Verona (Movistar) et Derek Gee se portent en tête dans la montée du Passo Giau, le troisième col du jour, mais ils sont rejoints par Santiago Buitrago (Bahrain Victorious), Magnus Cort Nielsen (EF Education) et Michael Hepburn (Jayco AlUla). Dans la descente, six hommes reviennent sur les cinq premiers formant ainsi un nouveau groupe de onze coureurs. Dans le Passo Tre Croci, quatrième difficulté de la journée, plusieurs coureurs tentent leur chance mais le groupe des onze se reforme une nouvelle fois dans la descente. Avant la montée finale vers les Tre Cime di Lavaredo, Hepburn attaque mais est rejoint par Buitrago puis par Gee et Cort Nielsen. Dès le pied de la montée finale, Derek Gee attaque et fait une bonne partie de l'ascension en tête de la course mais il est rattrapé et laissé sur place à 1 500 m de l'arrivée par Santiago Buitrago qui s'envole vers la victoire. Dans cette étape reine du Giro 2023, la montagne accouche finalement d'une souris au niveau du classement général : les trois favoris pour le maillot rose se neutralisent et n'entament les hostilités qu'à deux kilomètres du sommet, Primož Roglič reprenant 3 secondes à Geraint Thomas et 23 à João Almeida.

## Résultats

### Classement de l'étape
| \| Classement de l'étape \| Classement de l'étape \| Classement de l'étape \| Classement de l'étape \| Classement de l'étape \| \| Coureur \| Coureur \| Pays \| Équipe \| Temps \| \| --------------------- \| --------------------- \| --------------------- \| --------------------- \| --------------------- \| \| 1er \| Santiago Buitrago \| Colombie \| Bahrain Victorious \| 5 h 28 min 07 s \| \| 2e \| Derek Gee \| Canada \| Israel-Premier Tech \| + 51 s \| \| 3e \| Magnus Cort Nielsen \| Danemark \| EF Education-EasyPost \| + 1 min 46 s \| \| 4e \| Primož Roglič \| Slovénie \| Jumbo-Visma \| + 1 min 46 s \| \| 5e \| Geraint Thomas \| Royaume-Uni \| Ineos Grenadiers \| + 1 min 49 s \| \| 6e \| João Almeida \| Portugal \| UAE Team Emirates \| + 2 min 09 s \| \| 7e \| Damiano Caruso \| Italie \| Bahrain Victorious \| + 2 min 09 s \| \| 8e \| Thymen Arensman \| Pays-Bas \| Ineos Grenadiers \| + 2 min 09 s \| \| 9e \| Thibaut Pinot \| France \| Groupama-FDJ \| + 2 min 16 s \| \| 10e \| Einer Rubio \| Colombie \| Movistar Team \| + 2 min 26 s \| |                     |             |                       |                 |
| |                     |             |                       |                 |
| Source : ProCyclingStats |                     |             |                       |                 |
| Classement de l'étape |                     |             |                       |                 |
| Coureur | Coureur             | Pays        | Équipe                | Temps           |
| 1er | Santiago Buitrago   | Colombie    | Bahrain Victorious    | 5 h 28 min 07 s |
| 2e | Derek Gee           | Canada      | Israel-Premier Tech   | + 51 s          |
| 3e | Magnus Cort Nielsen | Danemark    | EF Education-EasyPost | + 1 min 46 s    |
| 4e | Primož Roglič       | Slovénie    | Jumbo-Visma           | + 1 min 46 s    |
| 5e | Geraint Thomas      | Royaume-Uni | Ineos Grenadiers      | + 1 min 49 s    |
| 6e | João Almeida        | Portugal    | UAE Team Emirates     | + 2 min 09 s    |
| 7e | Damiano Caruso      | Italie      | Bahrain Victorious    | + 2 min 09 s    |
| 8e | Thymen Arensman     | Pays-Bas    | Ineos Grenadiers      | + 2 min 09 s    |
| 9e | Thibaut Pinot       | France      | Groupama-FDJ          | + 2 min 16 s    |
| 10e | Einer Rubio         | Colombie    | Movistar Team         | + 2 min 26 s    |

### Points attribués pour le classement par points
| Sprint intermédiaire Caprile (km 64,4) | Sprint intermédiaire Caprile (km 64,4) | Sprint intermédiaire Caprile (km 64,4) | Sprint intermédiaire Caprile (km 64,4) | Sprint intermédiaire Caprile (km 64,4) |
| -------------------------------------- | -------------------------------------- | -------------------------------------- | -------------------------------------- | -------------------------------------- |
|                                        | Coureur                                | Pays                                   | Équipe                                 | Point(s)                               |
| 1er                                    | Veljko Stojnić                         | Serbie                                 | Corratec                               | 12                                     |
| 2e                                     | Derek Gee                              | Canada                                 | Israel-Premier Tech                    | 8                                      |
| 3e                                     | Davide Gabburo                         | Italie                                 | Green Project-Bardiani CSF-Faizanè     | 6                                      |
| 4e                                     | Santiago Buitrago                      | Colombie                               | Bahrain Victorious                     | 5                                      |
| 5e                                     | Vadim Pronskiy                         | Kazakhstan                             | Astana Qazaqstan                       | 4                                      |
| 6e                                     | Magnus Cort Nielsen                    | Danemark                               | EF Education-EasyPost                  | 3                                      |
| 7e                                     | Lawrence Warbasse                      | États-Unis                             | AG2R Citroën                           | 2                                      |
| 8e                                     | Patrick Konrad                         | Autriche                               | Bora-Hansgrohe                         | 1                                      |
| modifier                               |                                        |                                        |                                        |                                        |

| Arrivée d'étape Tre Cime di Lavaredo (km 183) | Arrivée d'étape Tre Cime di Lavaredo (km 183) | Arrivée d'étape Tre Cime di Lavaredo (km 183) | Arrivée d'étape Tre Cime di Lavaredo (km 183) | Arrivée d'étape Tre Cime di Lavaredo (km 183) |
| --------------------------------------------- | --------------------------------------------- | --------------------------------------------- | --------------------------------------------- | --------------------------------------------- |
|                                               | Coureur                                       | Pays                                          | Équipe                                        | Point(s)                                      |
| 1er                                           | Santiago Buitrago                             | Colombie                                      | Bahrain Victorious                            | 15                                            |
| 2e                                            | Derek Gee                                     | Canada                                        | Israel-Premier Tech                           | 12                                            |
| 3e                                            | Magnus Cort Nielsen                           | Danemark                                      | EF Education-EasyPost                         | 9                                             |
| 4e                                            | Primož Roglič                                 | Slovénie                                      | Jumbo-Visma                                   | 7                                             |
| 5e                                            | Geraint Thomas                                | Grande-Bretagne                               | Ineos Grenadiers                              | 6                                             |
| 6e                                            | João Almeida                                  | Portugal                                      | UAE Emirates                                  | 5                                             |
| 7e                                            | Damiano Caruso                                | Italie                                        | Bahrain Victorious                            | 4                                             |
| 8e                                            | Thymen Arensman                               | Pays-Bas                                      | Ineos Grenadiers                              | 3                                             |
| 9e                                            | Thibaut Pinot                                 | France                                        | Groupama-FDJ                                  | 2                                             |
| 10e                                           | Einer Rubio                                   | Colombie                                      | Movistar                                      | 1                                             |
| modifier                                      |                                               |                                               |                                               |                                               |

### Points attribués pour le classement du meilleur grimpeur
| Passo Campolongo (km 87,4) 2e catégorie (4 km à 7%) | Passo Campolongo (km 87,4) 2e catégorie (4 km à 7%) | Passo Campolongo (km 87,4) 2e catégorie (4 km à 7%) | Passo Campolongo (km 87,4) 2e catégorie (4 km à 7%) | Passo Campolongo (km 87,4) 2e catégorie (4 km à 7%) |
| --------------------------------------------------- | --------------------------------------------------- | --------------------------------------------------- | --------------------------------------------------- | --------------------------------------------------- |
|                                                     | Coureur                                             | Pays                                                | Équipe                                              | Point(s)                                            |
| 1er                                                 | Davide Gabburo                                      | Italie                                              | Green Project-Bardiani CSF-Faizanè                  | 18                                                  |
| 2e                                                  | Mattia Bais                                         | Italie                                              | Eolo-Kometa                                         | 8                                                   |
| 3e                                                  | Derek Gee                                           | Canada                                              | Israel-Premier Tech                                 | 6                                                   |
| 4e                                                  | Alex Baudin                                         | France                                              | AG2R Citroën                                        | 4                                                   |
| 5e                                                  | Patrick Konrad                                      | Autriche                                            | Bora-Hansgrohe                                      | 2                                                   |
| 6e                                                  | Magnus Cort Nielsen                                 | Danemark                                            | EF Education-EasyPost                               | 1                                                   |
| modifier                                            |                                                     |                                                     |                                                     |                                                     |

| Passo Valparola (km 112,1) 1re catégorie (13,9 km à 5,8%) | Passo Valparola (km 112,1) 1re catégorie (13,9 km à 5,8%) | Passo Valparola (km 112,1) 1re catégorie (13,9 km à 5,8%) | Passo Valparola (km 112,1) 1re catégorie (13,9 km à 5,8%) | Passo Valparola (km 112,1) 1re catégorie (13,9 km à 5,8%) |
| --------------------------------------------------------- | --------------------------------------------------------- | --------------------------------------------------------- | --------------------------------------------------------- | --------------------------------------------------------- |
|                                                           | Coureur                                                   | Pays                                                      | Équipe                                                    | Point(s)                                                  |
| 1er                                                       | Derek Gee                                                 | Canada                                                    | Israel-Premier Tech                                       | 40                                                        |
| 2e                                                        | Davide Gabburo                                            | Italie                                                    | Green Project-Bardiani CSF-Faizanè                        | 18                                                        |
| 3e                                                        | Patrick Konrad                                            | Autriche                                                  | Bora-Hansgrohe                                            | 12                                                        |
| 4e                                                        | Mattia Bais                                               | Italie                                                    | Eolo-Kometa                                               | 9                                                         |
| 5e                                                        | Michael Hepburn                                           | Australie                                                 | Jayco AlUla                                               | 6                                                         |
| 6e                                                        | Alex Baudin                                               | France                                                    | AG2R Citroën                                              | 4                                                         |
| 7e                                                        | Magnus Cort Nielsen                                       | Danemark                                                  | EF Education-EasyPost                                     | 2                                                         |
| 8e                                                        | Nicolas Prodhomme                                         | France                                                    | AG2R Citroën                                              | 1                                                         |
| modifier                                                  |                                                           |                                                           |                                                           |                                                           |

| Passo Giau (km 143,5) 1re catégorie (9,8 km à 9,3%) | Passo Giau (km 143,5) 1re catégorie (9,8 km à 9,3%) | Passo Giau (km 143,5) 1re catégorie (9,8 km à 9,3%) | Passo Giau (km 143,5) 1re catégorie (9,8 km à 9,3%) | Passo Giau (km 143,5) 1re catégorie (9,8 km à 9,3%) |
| --------------------------------------------------- | --------------------------------------------------- | --------------------------------------------------- | --------------------------------------------------- | --------------------------------------------------- |
|                                                     | Coureur                                             | Pays                                                | Équipe                                              | Point(s)                                            |
| 1er                                                 | Derek Gee                                           | Canada                                              | Israel-Premier Tech                                 | 40                                                  |
| 2e                                                  | Michael Hepburn                                     | Australie                                           | Jayco AlUla                                         | 18                                                  |
| 3e                                                  | Santiago Buitrago                                   | Colombie                                            | Bahrain Victorious                                  | 12                                                  |
| 4e                                                  | Carlos Verona                                       | Espagne                                             | Movistar                                            | 9                                                   |
| 5e                                                  | Magnus Cort Nielsen                                 | Danemark                                            | EF Education-EasyPost                               | 6                                                   |
| 6e                                                  | Nicolas Prodhomme                                   | France                                              | AG2R Citroën                                        | 4                                                   |
| 7e                                                  | Vadim Pronskiy                                      | Kazakhstan                                          | Astana Qazaqstan                                    | 2                                                   |
| 8e                                                  | Lawrence Warbasse                                   | États-Unis                                          | AG2R Citroën                                        | 1                                                   |
| modifier                                            |                                                     |                                                     |                                                     |                                                     |

| Passo Tre Croci (km 169,5) 2e catégorie (8 km à 7,3%) | Passo Tre Croci (km 169,5) 2e catégorie (8 km à 7,3%) | Passo Tre Croci (km 169,5) 2e catégorie (8 km à 7,3%) | Passo Tre Croci (km 169,5) 2e catégorie (8 km à 7,3%) | Passo Tre Croci (km 169,5) 2e catégorie (8 km à 7,3%) |
| ----------------------------------------------------- | ----------------------------------------------------- | ----------------------------------------------------- | ----------------------------------------------------- | ----------------------------------------------------- |
|                                                       | Coureur                                               | Pays                                                  | Équipe                                                | Point(s)                                              |
| 1er                                                   | Derek Gee                                             | Canada                                                | Israel-Premier Tech                                   | 18                                                    |
| 2e                                                    | Santiago Buitrago                                     | Colombie                                              | Bahrain Victorious                                    | 8                                                     |
| 3e                                                    | Michael Hepburn                                       | Australie                                             | Jayco AlUla                                           | 6                                                     |
| 4e                                                    | Magnus Cort Nielsen                                   | Danemark                                              | EF Education-EasyPost                                 | 4                                                     |
| 5e                                                    | Lawrence Warbasse                                     | États-Unis                                            | AG2R Citroën                                          | 2                                                     |
| 6e                                                    | Vadim Pronskiy                                        | Kazakhstan                                            | Astana Qazaqstan                                      | 1                                                     |
| modifier                                              |                                                       |                                                       |                                                       |                                                       |

| \| Tre Cime di Lavaredo (km 183) Cima Coppi (7,1 km à 7,8%) \| Tre Cime di Lavaredo (km 183) Cima Coppi (7,1 km à 7,8%) \| Tre Cime di Lavaredo (km 183) Cima Coppi (7,1 km à 7,8%) \| Tre Cime di Lavaredo (km 183) Cima Coppi (7,1 km à 7,8%) \| Tre Cime di Lavaredo (km 183) Cima Coppi (7,1 km à 7,8%) \| \| -------------------------------------------------------- \| -------------------------------------------------------- \| -------------------------------------------------------- \| -------------------------------------------------------- \| -------------------------------------------------------- \| \| \| Coureur \| Pays \| Équipe \| Point(s) \| \| 1er \| Santiago Buitrago \| Colombie \| Bahrain Victorious \| 50 \| \| 2e \| Derek Gee \| Canada \| Israel-Premier Tech \| 30 \| \| 3e \| Magnus Cort Nielsen \| Danemark \| EF Education-EasyPost \| 20 \| \| 4e \| Primož Roglič \| Slovénie \| Jumbo-Visma \| 14 \| \| 5e \| Geraint Thomas \| Grande-Bretagne \| Ineos Grenadiers \| 10 \| \| 6e \| João Almeida \| Portugal \| UAE Emirates \| 6 \| \| 7e \| Damiano Caruso \| Italie \| Bahrain Victorious \| 4 \| \| 8e \| Thymen Arensman \| Pays-Bas \| Ineos Grenadiers \| 2 \| \| 9e \| Thibaut Pinot \| France \| Groupama-FDJ \| 1 \| \| modifier \| \| \| \| \| |                     |                 |                       |          |
| Tre Cime di Lavaredo (km 183) Cima Coppi (7,1 km à 7,8%) |                     |                 |                       |          |
| | Coureur             | Pays            | Équipe                | Point(s) |
| 1er | Santiago Buitrago   | Colombie        | Bahrain Victorious    | 50       |
| 2e | Derek Gee           | Canada          | Israel-Premier Tech   | 30       |
| 3e | Magnus Cort Nielsen | Danemark        | EF Education-EasyPost | 20       |
| 4e | Primož Roglič       | Slovénie        | Jumbo-Visma           | 14       |
| 5e | Geraint Thomas      | Grande-Bretagne | Ineos Grenadiers      | 10       |
| 6e | João Almeida        | Portugal        | UAE Emirates          | 6        |
| 7e | Damiano Caruso      | Italie          | Bahrain Victorious    | 4        |
| 8e | Thymen Arensman     | Pays-Bas        | Ineos Grenadiers      | 2        |
| 9e | Thibaut Pinot       | France          | Groupama-FDJ          | 1        |
| modifier |                     |                 |                       |          |

### Points attribués pour le classement des sprints intermédiaires
| Sprint intermédiaire Caprile (km 64,4) | Sprint intermédiaire Caprile (km 64,4) | Sprint intermédiaire Caprile (km 64,4) | Sprint intermédiaire Caprile (km 64,4) | Sprint intermédiaire Caprile (km 64,4) |
| -------------------------------------- | -------------------------------------- | -------------------------------------- | -------------------------------------- | -------------------------------------- |
|                                        | Coureur                                | Pays                                   | Équipe                                 | Point(s)                               |
| 1er                                    | Veljko Stojnić                         | Serbie                                 | Corratec                               | 10                                     |
| 2e                                     | Derek Gee                              | Canada                                 | Israel-Premier Tech                    | 6                                      |
| 3e                                     | Davide Gabburo                         | Italie                                 | Green Project-Bardiani CSF-Faizanè     | 3                                      |
| 4e                                     | Santiago Buitrago                      | Colombie                               | Bahrain Victorious                     | 2                                      |
| 5e                                     | Vadim Pronskiy                         | Kazakhstan                             | Astana Qazaqstan                       | 1                                      |
| modifier                               |                                        |                                        |                                        |                                        |

| Sprint intermédiaire Cortina d'Ampezzo (km 161,3) | Sprint intermédiaire Cortina d'Ampezzo (km 161,3) | Sprint intermédiaire Cortina d'Ampezzo (km 161,3) | Sprint intermédiaire Cortina d'Ampezzo (km 161,3) | Sprint intermédiaire Cortina d'Ampezzo (km 161,3) |
| ------------------------------------------------- | ------------------------------------------------- | ------------------------------------------------- | ------------------------------------------------- | ------------------------------------------------- |
|                                                   | Coureur                                           | Pays                                              | Équipe                                            | Point(s)                                          |
| 1er                                               | Derek Gee                                         | Canada                                            | Israel-Premier Tech                               | 10                                                |
| 2e                                                | Nicolas Prodhomme                                 | France                                            | AG2R Citroën                                      | 6                                                 |
| 3e                                                | Magnus Cort Nielsen                               | Danemark                                          | EF Education-EasyPost                             | 3                                                 |
| 4e                                                | Patrick Konrad                                    | Autriche                                          | Bora-Hansgrohe                                    | 2                                                 |
| 5e                                                | Stefano Oldani                                    | Italie                                            | Alpecin-Deceuninck                                | 1                                                 |
| modifier                                          |                                                   |                                                   |                                                   |                                                   |

### Bonifications
|   | Coureur             | Pays     | Équipe                | Secondes |
| - | ------------------- | -------- | --------------------- | -------- |
| 1 | Derek Gee           | Canada   | Israel-Premier Tech   | 3 s      |
| 2 | Nicolas Prodhomme   | France   | AG2R Citroën          | 2 s      |
| 3 | Magnus Cort Nielsen | Danemark | EF Education-EasyPost | 1 s      |

|   | Coureur             | Pays     | Équipe                | Secondes |
| - | ------------------- | -------- | --------------------- | -------- |
| 1 | Santiago Buitrago   | Colombie | Bahrain Victorious    | 10 s     |
| 2 | Derek Gee           | Canada   | Israel-Premier Tech   | 6 s      |
| 3 | Magnus Cort Nielsen | Danemark | EF Education-EasyPost | 4 s      |

## Classements à l'issue de l'étape

### Classement général
| \| Classement général \| Classement général \| Classement général \| Classement général \| Classement général \| \| Coureur \| Coureur \| Pays \| Équipe \| Temps \| \| ------------------ \| ------------------ \| ------------------ \| ------------------ \| ------------------ \| \| 1er \| Geraint Thomas \| Royaume-Uni \| Ineos Grenadiers \| 81 h 55 min 47 s \| \| 2e \| Primož Roglič \| Slovénie \| Jumbo-Visma \| + 26 s \| \| 3e \| João Almeida \| Portugal \| UAE Team Emirates \| + 59 s \| \| 4e \| Damiano Caruso \| Italie \| Bahrain Victorious \| + 4 min 11 s \| \| 5e \| Eddie Dunbar \| Irlande \| Team Jayco AlUla \| + 4 min 53 s \| \| 6e \| Thibaut Pinot \| France \| Groupama-FDJ \| + 5 min 10 s \| \| 7e \| Thymen Arensman \| Pays-Bas \| Ineos Grenadiers \| + 5 min 13 s \| \| 8e \| Lennard Kämna \| Allemagne \| Bora-Hansgrohe \| + 5 min 54 s \| \| 9e \| Andreas Leknessund \| Norvège \| Team DSM \| + 6 min 08 s \| \| 10e \| Laurens De Plus \| Belgique \| Ineos Grenadiers \| + 7 min 30 s \| |                    |             |                    |                  |
| |                    |             |                    |                  |
| Source : ProCyclingStats |                    |             |                    |                  |
| Classement général |                    |             |                    |                  |
| Coureur | Coureur            | Pays        | Équipe             | Temps            |
| 1er | Geraint Thomas     | Royaume-Uni | Ineos Grenadiers   | 81 h 55 min 47 s |
| 2e | Primož Roglič      | Slovénie    | Jumbo-Visma        | + 26 s           |
| 3e | João Almeida       | Portugal    | UAE Team Emirates  | + 59 s           |
| 4e | Damiano Caruso     | Italie      | Bahrain Victorious | + 4 min 11 s     |
| 5e | Eddie Dunbar       | Irlande     | Team Jayco AlUla   | + 4 min 53 s     |
| 6e | Thibaut Pinot      | France      | Groupama-FDJ       | + 5 min 10 s     |
| 7e | Thymen Arensman    | Pays-Bas    | Ineos Grenadiers   | + 5 min 13 s     |
| 8e | Lennard Kämna      | Allemagne   | Bora-Hansgrohe     | + 5 min 54 s     |
| 9e | Andreas Leknessund | Norvège     | Team DSM           | + 6 min 08 s     |
| 10e | Laurens De Plus    | Belgique    | Ineos Grenadiers   | + 7 min 30 s     |

| Classement par points | Classement par points | Classement par points | Classement par points | Classement par points |
| Coureur               | Coureur               | Pays                  | Équipe                | Points                |
| --------------------- | --------------------- | --------------------- | --------------------- | --------------------- |
| 1er                   | Jonathan Milan        | Italie                | Bahrain Victorious    | 215 pts               |
| 2e                    | Derek Gee             | Canada                | Israel-Premier Tech   | 160 pts               |
| 3e                    | Pascal Ackermann      | Allemagne             | UAE Team Emirates     | 95 pts                |
| 4e                    | Michael Matthews      | Australie             | Team Jayco AlUla      | 93 pts                |
| 5e                    | Toms Skujiņš          | Lettonie              | Trek-Segafredo        | 79 pts                |
| 6e                    | Nico Denz             | Allemagne             | Bora-Hansgrohe        | 77 pts                |
| 7e                    | Magnus Cort Nielsen   | Danemark              | EF Education-EasyPost | 68 pts                |
| 8e                    | Marius Mayrhofer      | Allemagne             | Team DSM              | 53 pts                |
| 9e                    | Vincenzo Albanese     | Italie                | Eolo-Kometa           | 51 pts                |
| 10e                   | Mark Cavendish        | Royaume-Uni           | Astana Qazaqstan Team | 51 pts                |

| Classement par points | Classement par points | Classement par points | Classement par points | Classement par points |
| Coureur               | Coureur               | Pays                  | Équipe                | Points                |
| --------------------- | --------------------- | --------------------- | --------------------- | --------------------- |
| 1er                   | Jonathan Milan        | Italie                | Bahrain Victorious    | 215 pts               |
| 2e                    | Derek Gee             | Canada                | Israel-Premier Tech   | 160 pts               |
| 3e                    | Pascal Ackermann      | Allemagne             | UAE Team Emirates     | 95 pts                |
| 4e                    | Michael Matthews      | Australie             | Team Jayco AlUla      | 93 pts                |
| 5e                    | Toms Skujiņš          | Lettonie              | Trek-Segafredo        | 79 pts                |
| 6e                    | Nico Denz             | Allemagne             | Bora-Hansgrohe        | 77 pts                |
| 7e                    | Magnus Cort Nielsen   | Danemark              | EF Education-EasyPost | 68 pts                |
| 8e                    | Marius Mayrhofer      | Allemagne             | Team DSM              | 53 pts                |
| 9e                    | Vincenzo Albanese     | Italie                | Eolo-Kometa           | 51 pts                |
| 10e                   | Mark Cavendish        | Royaume-Uni           | Astana Qazaqstan Team | 51 pts                |

| Classement de la montagne | Classement de la montagne | Classement de la montagne | Classement de la montagne          | Classement de la montagne |
| Coureur                   | Coureur                   | Pays                      | Équipe                             | Points                    |
| ------------------------- | ------------------------- | ------------------------- | ---------------------------------- | ------------------------- |
| 1er                       | Thibaut Pinot             | France                    | Groupama-FDJ                       | 228 pts                   |
| 2e                        | Derek Gee                 | Canada                    | Israel-Premier Tech                | 200 pts                   |
| 3e                        | Ben Healy                 | Irlande                   | EF Education-EasyPost              | 164 pts                   |
| 4e                        | Davide Bais               | Italie                    | Eolo-Kometa                        | 144 pts                   |
| 5e                        | Einer Rubio               | Colombie                  | Movistar Team                      | 118 pts                   |
| 6e                        | Santiago Buitrago         | Colombie                  | Bahrain Victorious                 | 82 pts                    |
| 7e                        | Davide Gabburo            | Italie                    | Green Project-Bardiani CSF-Faizanè | 69 pts                    |
| 8e                        | João Almeida              | Portugal                  | UAE Team Emirates                  | 61 pts                    |
| 9e                        | Aurélien Paret-Peintre    | France                    | AG2R Citroën Team                  | 56 pts                    |
| 10e                       | Filippo Zana              | Italie                    | Team Jayco AlUla                   | 54 pts                    |

| Classement de la montagne | Classement de la montagne | Classement de la montagne | Classement de la montagne          | Classement de la montagne |
| Coureur                   | Coureur                   | Pays                      | Équipe                             | Points                    |
| ------------------------- | ------------------------- | ------------------------- | ---------------------------------- | ------------------------- |
| 1er                       | Thibaut Pinot             | France                    | Groupama-FDJ                       | 228 pts                   |
| 2e                        | Derek Gee                 | Canada                    | Israel-Premier Tech                | 200 pts                   |
| 3e                        | Ben Healy                 | Irlande                   | EF Education-EasyPost              | 164 pts                   |
| 4e                        | Davide Bais               | Italie                    | Eolo-Kometa                        | 144 pts                   |
| 5e                        | Einer Rubio               | Colombie                  | Movistar Team                      | 118 pts                   |
| 6e                        | Santiago Buitrago         | Colombie                  | Bahrain Victorious                 | 82 pts                    |
| 7e                        | Davide Gabburo            | Italie                    | Green Project-Bardiani CSF-Faizanè | 69 pts                    |
| 8e                        | João Almeida              | Portugal                  | UAE Team Emirates                  | 61 pts                    |
| 9e                        | Aurélien Paret-Peintre    | France                    | AG2R Citroën Team                  | 56 pts                    |
| 10e                       | Filippo Zana              | Italie                    | Team Jayco AlUla                   | 54 pts                    |

| Classement du meilleur jeune | Classement du meilleur jeune | Classement du meilleur jeune | Classement du meilleur jeune | Classement du meilleur jeune |
| Coureur                      | Coureur                      | Pays                         | Équipe                       | Temps                        |
| ---------------------------- | ---------------------------- | ---------------------------- | ---------------------------- | ---------------------------- |
| 1er                          | João Almeida                 | Portugal                     | UAE Team Emirates            | 81 h 56 min 46 s             |
| 2e                           | Thymen Arensman              | Pays-Bas                     | Ineos Grenadiers             | + 4 min 14 s                 |
| 3e                           | Andreas Leknessund           | Norvège                      | Team DSM                     | + 5 min 09 s                 |
| 4e                           | Einer Rubio                  | Colombie                     | Movistar Team                | + 6 min 41 s                 |
| 5e                           | Santiago Buitrago            | Colombie                     | Bahrain Victorious           | + 9 min 04 s                 |
| 6e                           | Ilan Van Wilder              | Belgique                     | Soudal Quick-Step            | + 9 min 20 s                 |
| 7e                           | Filippo Zana                 | Italie                       | Team Jayco AlUla             | + 30 min 07 s                |
| 8e                           | Laurens Huys                 | Belgique                     | Intermarché-Circus-Wanty     | + 45 min 54 s                |
| 9e                           | Brandon McNulty              | États-Unis                   | UAE Team Emirates            | + 1 h 06 min 03 s            |
| 10e                          | Michel Hessmann              | Allemagne                    | Jumbo-Visma                  | + 1 h 16 min 03 s            |

| Classement du meilleur jeune | Classement du meilleur jeune | Classement du meilleur jeune | Classement du meilleur jeune | Classement du meilleur jeune |
| Coureur                      | Coureur                      | Pays                         | Équipe                       | Temps                        |
| ---------------------------- | ---------------------------- | ---------------------------- | ---------------------------- | ---------------------------- |
| 1er                          | João Almeida                 | Portugal                     | UAE Team Emirates            | 81 h 56 min 46 s             |
| 2e                           | Thymen Arensman              | Pays-Bas                     | Ineos Grenadiers             | + 4 min 14 s                 |
| 3e                           | Andreas Leknessund           | Norvège                      | Team DSM                     | + 5 min 09 s                 |
| 4e                           | Einer Rubio                  | Colombie                     | Movistar Team                | + 6 min 41 s                 |
| 5e                           | Santiago Buitrago            | Colombie                     | Bahrain Victorious           | + 9 min 04 s                 |
| 6e                           | Ilan Van Wilder              | Belgique                     | Soudal Quick-Step            | + 9 min 20 s                 |
| 7e                           | Filippo Zana                 | Italie                       | Team Jayco AlUla             | + 30 min 07 s                |
| 8e                           | Laurens Huys                 | Belgique                     | Intermarché-Circus-Wanty     | + 45 min 54 s                |
| 9e                           | Brandon McNulty              | États-Unis                   | UAE Team Emirates            | + 1 h 06 min 03 s            |
| 10e                          | Michel Hessmann              | Allemagne                    | Jumbo-Visma                  | + 1 h 16 min 03 s            |

| Classement par équipes | Classement par équipes | Classement par équipes | Classement par équipes |
| Équipe                 | Équipe                 | Pays                   | Temps                  |
| ---------------------- | ---------------------- | ---------------------- | ---------------------- |
| 1re                    | Bahrain Victorious     | Bahreïn                | 245 h 35 min 12 s      |
| 2e                     | Ineos Grenadiers       | Royaume-Uni            | + 19 min 59 s          |
| 3e                     | Jumbo-Visma            | Pays-Bas               | + 33 min 47 s          |
| 4e                     | UAE Team Emirates      | Émirats arabes unis    | + 55 min 50 s          |
| 5e                     | Bora-Hansgrohe         | Allemagne              | + 1 h 17 min 46 s      |
| 6e                     | AG2R Citroën Team      | France                 | + 1 h 18 min 05 s      |
| 7e                     | Astana Qazaqstan Team  | Kazakhstan             | + 1 h 26 min 02 s      |
| 8e                     | Team Jayco AlUla       | Australie              | + 1 h 30 min 34 s      |
| 9e                     | Israel-Premier Tech    | Israël                 | + 1 h 48 min 45 s      |
| 10e                    | EF Education-EasyPost  | États-Unis             | + 2 h 05 min 23 s      |

| Classement par équipes | Classement par équipes | Classement par équipes | Classement par équipes |
| Équipe                 | Équipe                 | Pays                   | Temps                  |
| ---------------------- | ---------------------- | ---------------------- | ---------------------- |
| 1re                    | Bahrain Victorious     | Bahreïn                | 245 h 35 min 12 s      |
| 2e                     | Ineos Grenadiers       | Royaume-Uni            | + 19 min 59 s          |
| 3e                     | Jumbo-Visma            | Pays-Bas               | + 33 min 47 s          |
| 4e                     | UAE Team Emirates      | Émirats arabes unis    | + 55 min 50 s          |
| 5e                     | Bora-Hansgrohe         | Allemagne              | + 1 h 17 min 46 s      |
| 6e                     | AG2R Citroën Team      | France                 | + 1 h 18 min 05 s      |
| 7e                     | Astana Qazaqstan Team  | Kazakhstan             | + 1 h 26 min 02 s      |
| 8e                     | Team Jayco AlUla       | Australie              | + 1 h 30 min 34 s      |
| 9e                     | Israel-Premier Tech    | Israël                 | + 1 h 48 min 45 s      |
| 10e                    | EF Education-EasyPost  | États-Unis             | + 2 h 05 min 23 s      |

## Abandons
- Hugh Carthy (EF Education-EasyPost) : non partant